# Imagina (canción de Jesse & Joy)
«Imagina» es una canción interpretada por el dúo mexicano Jesse & Joy incluido en sexto álbum de estudio, Clichés (2022). La compañía discográfica Warner Music México la lanzó como el tercer sencillo oficial del álbum el 5 de mayo del 2022 a un día antes del lanzamiento disco.

## Vídeo musical

### Filmación
El vídeo fue grabado bajo la dirección de Esteban Madrazo y publicado en su canal de YouTube el mismo día de lanzamiento. Se muestra al dúo vestidos como estilo reguetoneros y junto a otros extras en el vídeo.

## Lista de canciones

### Descarga digital[6]
| Imagina — Single |           |          |  |
| N.º              | Título    | Duración |  |
| 1.               | «Imagina» | 3:45     |  |

## Listas musicales
| País           | Chart     | Lista                  | Mejor posición |
| 2022           | 2022      | 2022                   | 2022           |
| -------------- | --------- | ---------------------- | -------------- |
| Estados Unidos | Billboard | Latin Pop Airplay      | 24             |
| México         | Billboard | Mexico Airplay         | 3              |
| México         | Billboard | Mexico Espanol Airplay | 1              |

## Historial de lanzamiento
| Región | Fecha             | Formato                     | Discográfica              | Ref.   |
| ------ | ----------------- | --------------------------- | ------------------------- | ------ |
| México | 5 de mayo de 2022 | Descarga digital, Streaming | Warner Music S.A. de C.V. | [ 10 ] |